# Ga Gajaeul
Ga Gajaeul (Tiếng Hàn: 가재울역, Hanja: 가재울驛) là ga tàu điện ngầm của Tàu điện ngầm Incheon tuyến 2 nằm ở Gajwa-dong, Seo-gu, Incheon.

## Lịch sử
- 5 tháng 10 năm 2015: Tên ga được quyết định là Ga Gajaeul[1]
- 30 tháng 7 năm 2016: Bắt đầu kinh doanh với việc khai trương Tàu điện ngầm Incheon tuyến 2[2]

## Bố trí ga
| Incheon Gajwa ↑                          |
| \| N/B                                   |
| ↓ Khu liên hợp công nghiệp quốc gia Juan |

| Hướng Bắc | ● Incheon tuyến 2 | ← Hướng đi Incheon Gajwa · Seongnam · Geomam · Geomdan Oryu               |
| Hướng Nam | ● Incheon tuyến 2 | → Hướng đi Juan · Văn phòng Namdong-gu · Công viên lớn Incheon · Unyeon → |

## Xung quanh nhà ga
- Công viên xanh đệm Gajwa
- Trường trung học nữ sinh Gajeong
- Trường trung học cơ sở Jemulpo
- Trường trung học nữ sinh Dongincheon
- Trường tiểu học Gajeong Gajeong

## Hình ảnh

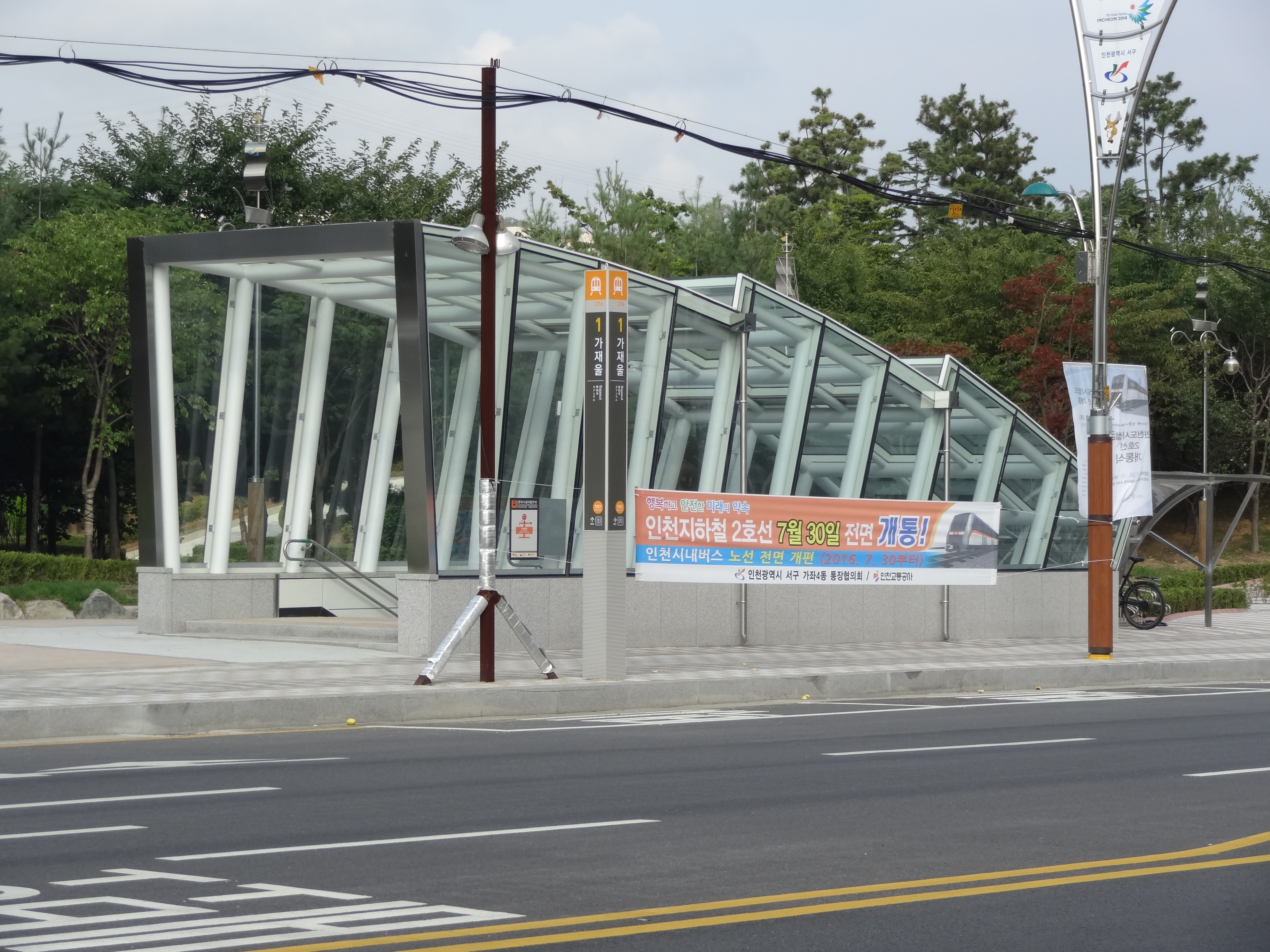
Lối vào 1
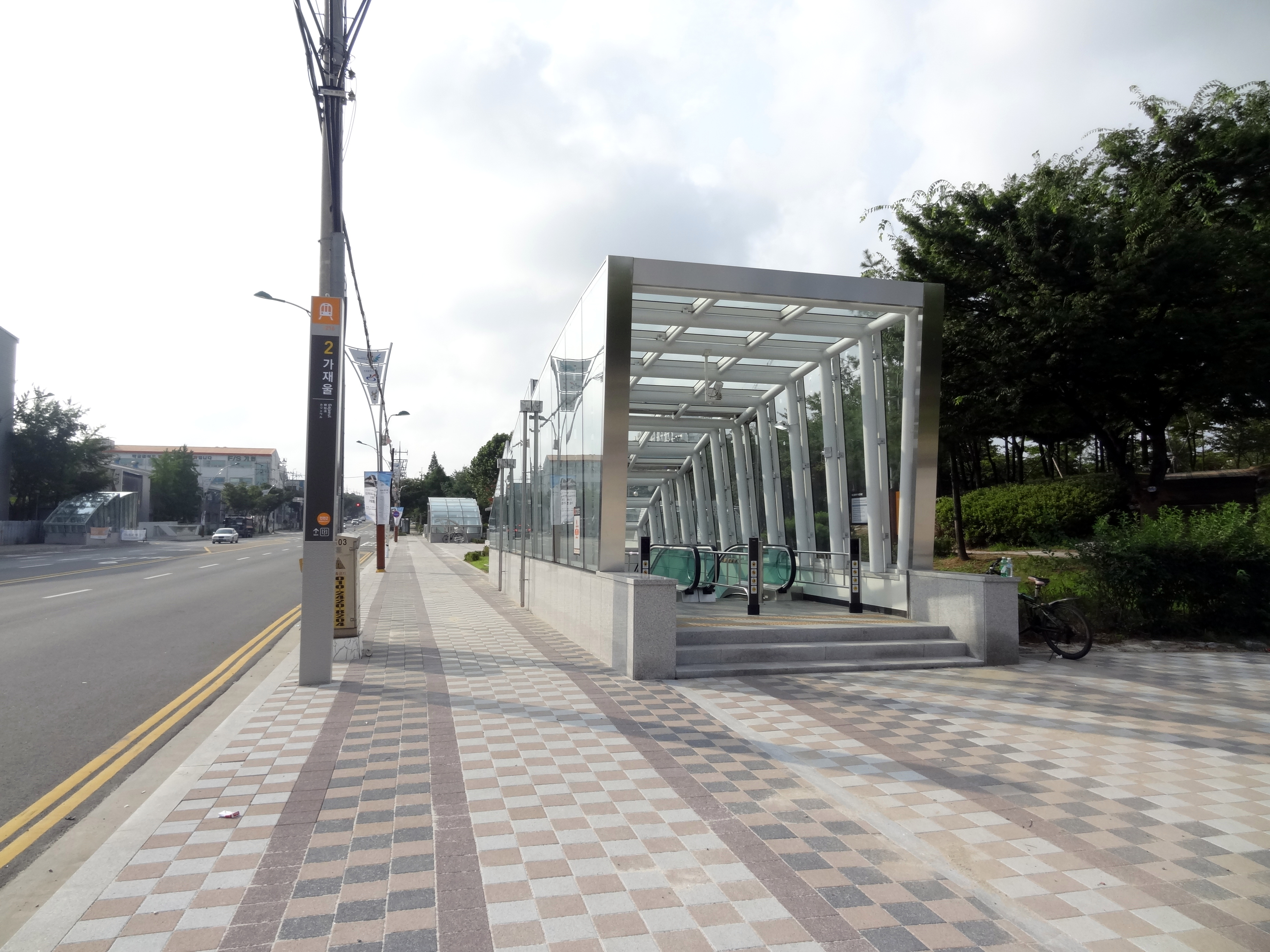
Lối vào 2
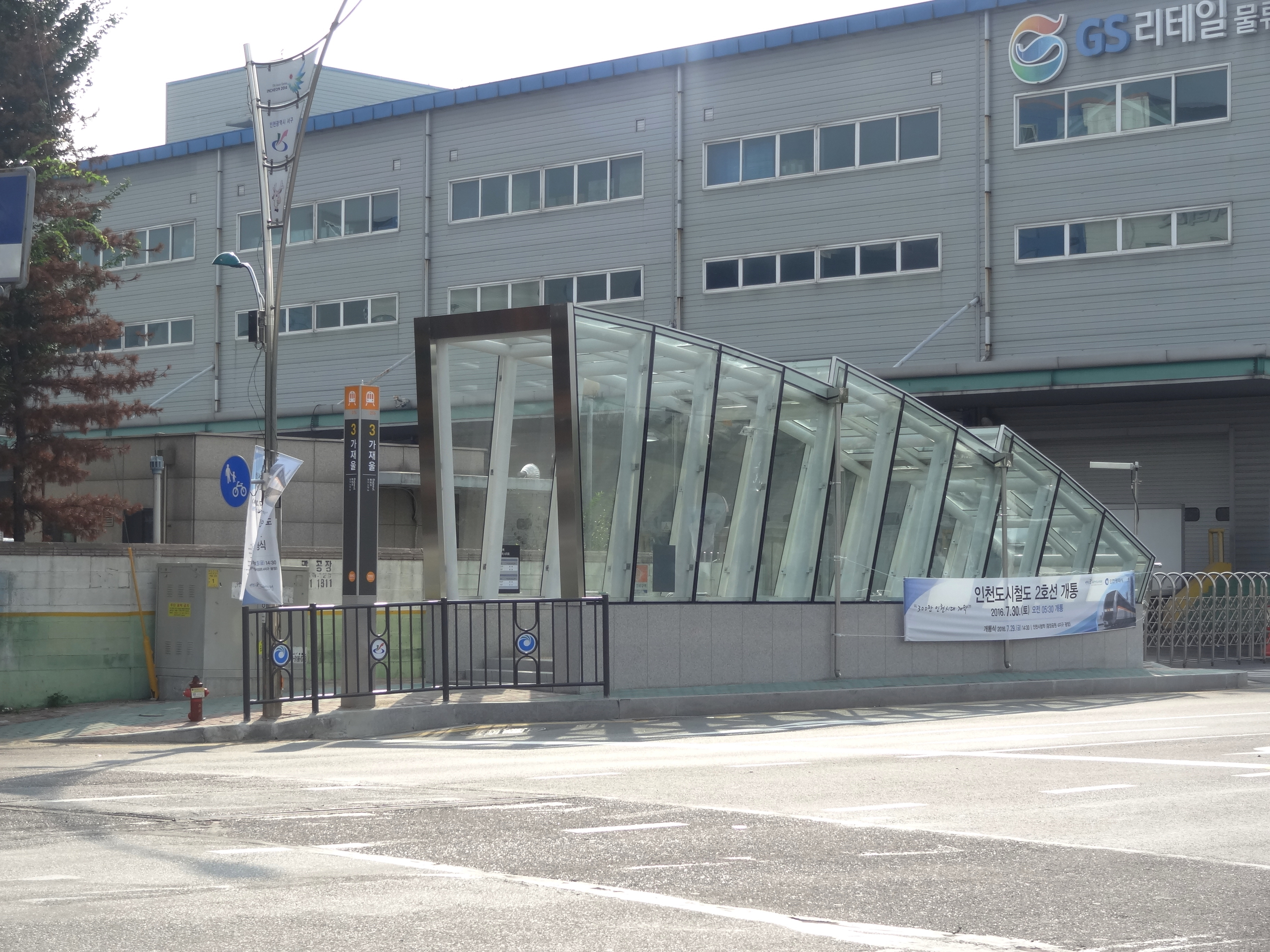
Lối vào 3
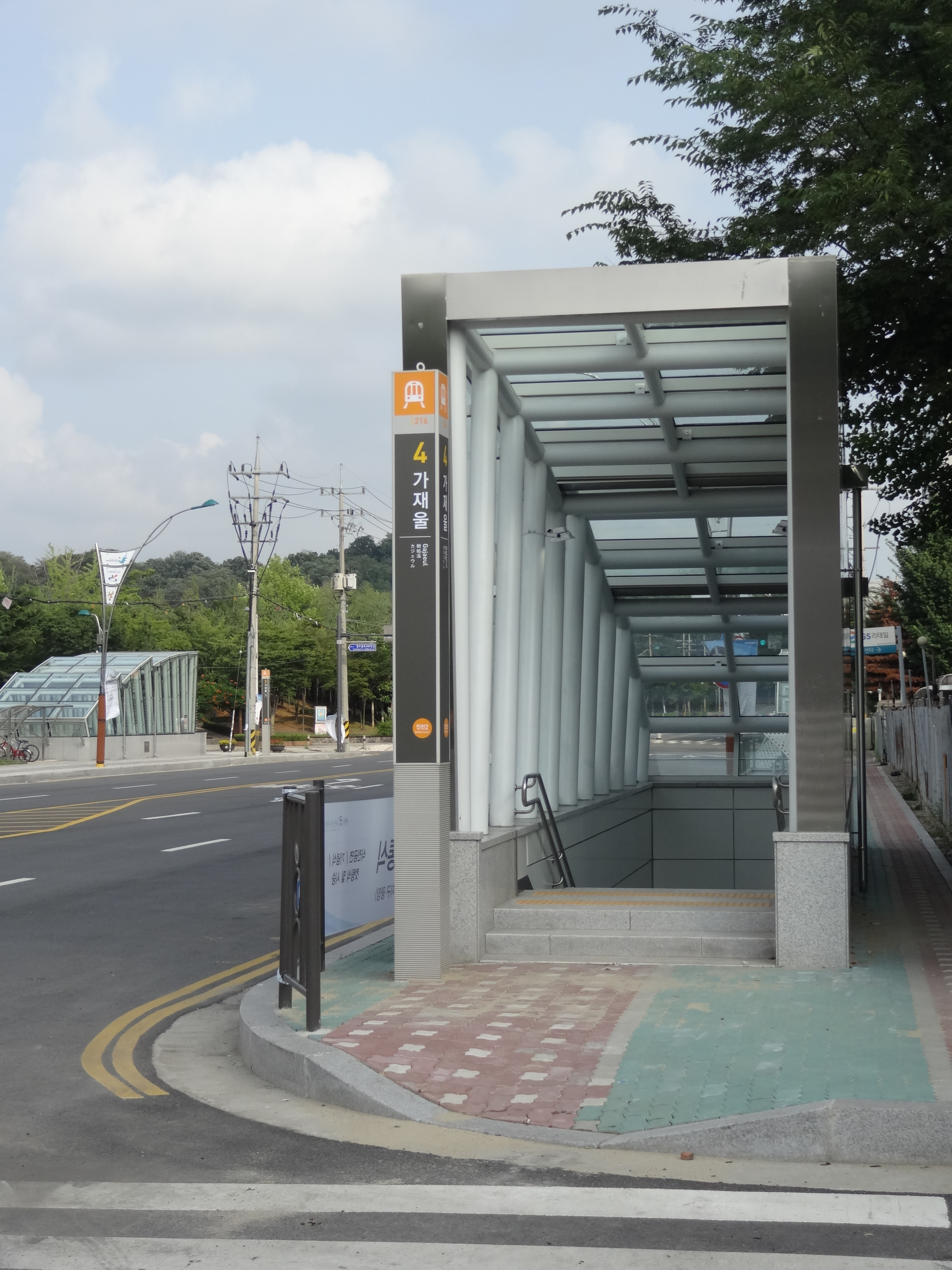
Lối vào 4